# Belitung
Belitung (chiamata precedentemente Billiton) è un'isola indonesiana del Mar di Giava situata tra l'isola di Bangka ed il Borneo da cui è separata dallo Stretto di Karimata.

## Caratteristiche
Ha una superficie di 4.833 km² e il centro principale è Tanjungpandan. La popolazione nel 1990 era di circa 190.000 abitanti. L'elevazione massima dell'isola è il monte Tajem (Gunung Tajem) che raggiunge i circa 1000 metri di altezza.

## Storia

### Il naufragio di Belitung
L'isola di Beiltung è anche nota per il cosiddetto "naufragio di Belitung" (noto anche come "naufragio di Tang" o "naufragio di Batu Hitam") che fu il naufragio di un dau che navigava tra Africa e Cina verso l'830 d.C. La nave compì il tragitto di andata ma affondò durante il viaggio di ritorno a poco più di un chilometro al largo della costa dell'isola. Non è chiaro il perché la nave fosse così lontana dalla rotta usuale percorsa dai navigli al ritorno dalla Cina. Belitung si trova a sud-est dello Stretto di Singapore (6710 km) e questa rotta secondaria è più consueta per le navi che viaggiano dal mar di Giava, che è a sud dell'isola.
Il naufragio ha fornito agli archeologi due importanti scoperte: 
- la più grande, singola collezione di prodotti artigianali della Dinastia Tang trovati in un'unica località, il cosiddetto "Tesoro di Tang";
- il dau arabo, che getta nuova luce sulle rotte fra Cina e Medio Oriente durante quel periodo. Il tesoro è stato tenuto come singola collezione e, durante gli scavi, sono stati fatti grandi sforzi per preservare l'integrità del sito; i suoi reperti hanno fornito una dettagliata evidenza sui metodi di costruzione di imbarcazioni e gli articoli e lo stile dei manufatti hanno rivelato informazioni prima sconosciute sui commerci fra le due zone.

### L'isola nel XIX secolo
L'isola fu ceduta agli inglesi dal sultano di Palembang nel 1812 e passò agli olandesi a seguito del trattato del 1824. Aveva a quei tempi ingenti riserve di stagno di cui si iniziò l'estrazione a partire dal 1851. Per l'attività mineraria fu costituita nel 1869 a L'Aia la società Billiton, l'attuale BHP Billiton.
Per il lavoro in miniera furono impiegati minatori cinesi i cui discendenti costituiscono la seconda comunità etnica dell'isola dopo quella malese. Con l'indipendenza dell'Indonesia le attività minerarie sono passate dagli olandesi alla società statale indonesiana Timah.
Altre risorse minerarie sono rappresentate dall'estrazione di caolino e quarzo. Tra le coltivazioni è rilevante quella del pepe.